# Nedeljko Piščević
Nedeljko Piščević (in serbo Недељко Пишчевић?; Belgrado, 20 aprile 1995) è un calciatore serbo, centrocampista del Budućnost.

## Carriera
Ha giocato nella prima divisione dei campionati serbo, lettone, bosniaco, bulgaro e montenegrino.